# Torneo Maurice Revello de 2024
El Torneo Maurice Revello 2024 (en francés: 50ème Festival International "Espoirs" – Tournoi Maurice Revello) fue la 50.ª edición de este torneo de fútbol de selecciones juveniles que se disputa en Francia. El campeón fue Ucrania, consiguiendo su primer título.

## Sistema de juego
- Participaron 10 equipos divididos en 2 grupos.
- En cada grupo, los equipos se enfrentaron todos contra todos en partidos de 90 minutos divididos en dos tiempos de 45 minutos cada uno.
- Si el partido quedaba en empate, ambas selecciones recibieron un punto, y se definió por un punto extra en los penales, la selección victoriosa recibió otro punto, para un total de dos puntos.
- Para la clasificación final los 2 primeros de cada grupo jugaron la final mientras que los demás se enfrentaron contra el mismo de sus posiciones.

## Equipos participantes
| Equipos participantes | Equipos participantes | Equipos participantes | Equipos participantes |
| --------------------- | --------------------- | --------------------- | --------------------- |
| Ucrania               | Francia               | Indonesia             | Japón                 |
| Italia                | México                | Panamá                | Arabia Saudita        |
| Corea del Sur         | Costa de Marfil       |                       |                       |

## Fase de grupos

### Grupo A
| Pos. | Equipo          | Pts. | PJ | G | E | P | GF | GC | Dif. | Clasificación                               |
| ---- | --------------- | ---- | -- | - | - | - | -- | -- | ---- | ------------------------------------------- |
| 1    | Costa de Marfil | 9    | 4  | 3 | 0 | 1 | 8  | 3  | +5   | Clasificado a la final                      |
| 2    | Francia (H)     | 7    | 4  | 2 | 1 | 1 | 7  | 4  | +3   | Clasificado al partido por el tercer puesto |
| 3    | México          | 7    | 4  | 1 | 2 | 1 | 6  | 8  | −2   | Clasificado al partido por el quinto puesto |
| 4    | Arabia Saudita  | 6    | 4  | 2 | 0 | 2 | 5  | 7  | −2   | Clasificado al partido por el 7mo puesto    |
| 5    | Corea del Sur   | 1    | 4  | 0 | 1 | 3 | 1  | 5  | −4   | Clasificado al partido por el 9no puesto    |

 Fuente: Maurice Revello Tournament
| 3 de junio de 2024 | Corea del Sur | 0:2     | Arabia Saudita                | Stade Jules-Ladoumègue, Vitrolles |                               |
| 14:00 CEST         |               | Reporte | Al-Said 80' · Al-Asmari 90+3' | Árbitra: Veronika Bernatskaia     | Árbitra: Veronika Bernatskaia |

| 3 de junio de 2024 | Francia | 0:2     | Costa de Marfil        | Stade Jules-Ladoumègue, Vitrolles |                          |
| 17:30 CEST         |         | Reporte | Bandama 36' · Wawa 63' | Árbitra: Myriam Marcotte          | Árbitra: Myriam Marcotte |

| 5 de junio de 2024 | Costa de Marfil       | 2:1     | Corea del Sur     | Stade Parsemain, Fos-sur-mer |                          |
| 14:00 CEST         | Wawa 12' · Ouotro 72' | Reporte | Hong Yong-jun 90' | Árbitra: Odette Hamilton     | Árbitra: Odette Hamilton |

| 5 de junio de 2024 | México                                               | 2:2 (4:3 p.)               | Francia                                             | Stade Parsemain, Fos-sur-mer |                    |
| 17:30 CEST         | Ayón 58' · Huescas 86'                               | Reporte                    | Michut 63' · Abline 77'                             | Árbitra: Lê Thị Ly           | Árbitra: Lê Thị Ly |
|                    |                                                      | Tiros desde el punto penal |                                                     |                              |                    |
|                    | Martínez · Huescas · J. Gómez · D. García · Bautista |                            | Abline · Michut · Camara · Virginius · Mikelbrencis |                              |                    |

| 7 de junio de 2024 | México                                         | 3:2     | Arabia Saudita          | Stade de Lattre-de-Tassigny, Aubagne |                           |
| 14:00 CEST         | Bautista 34' · Martínez 57' · M. Rodríguez 71' | Reporte | Haji 43' · Alcántar 50' | Árbitra: Milagros Arruela            | Árbitra: Milagros Arruela |

| 7 de junio de 2024 | Francia       | 1:0     | Corea del Sur | Stade de Lattre-de-Tassigny, Aubagne |                         |
| 17:30 CEST         | Virginius 40' | Reporte |               | Árbitra: Susana Corella              | Árbitra: Susana Corella |

| 9 de junio de 2024 | Costa de Marfil                                          | 4:1     | México      | Stade de Lattre-de-Tassigny, Aubagne |                             |
| 14:00 CEST         | V. Konaté 23' · Ouotro 51' · Bandama 78' · O. Konaté 86' | Reporte | Monreal 70' | Árbitra: Iuliana Demetrescu          | Árbitra: Iuliana Demetrescu |

| 9 de junio de 2024 | Francia                                                    | 4:0     | Arabia Saudita | Stade de Lattre-de-Tassigny, Aubagne |                          |
| 17:30 CEST         | Keita 21' · Al-Rajeh 86' · Lebreton 90+4' · Tchaouna 90+5' | Reporte |                | Árbitra: Odette Hamilton             | Árbitra: Odette Hamilton |

| 11 de junio de 2024 | Corea del Sur                                            | 0:0 (3:5 p.)               | México                                              | Stade Parsemain, Fos-sur-mer  |                               |
| 14:00 CEST          |                                                          | Reporte                    |                                                     | Árbitra: Antsino Twanyanyukwa | Árbitra: Antsino Twanyanyukwa |
|                     |                                                          | Tiros desde el punto penal |                                                     |                               |                               |
|                     | Jung Sung-woo · Jo Jin-ho · Moon Seong-woo · Ahn Jae-min |                            | Alcántar · Ambríz · Monroy · J. Rodríguez · Álvarez |                               |                               |

| 11 de junio de 2024 | Costa de Marfil | 0:1     | Arabia Saudita | Stade Parsemain, Fos-sur-mer |                         |
| 17:30 CEST          |                 | Reporte | Al-Saad 15'    | Árbitra: Susana Corella      | Árbitra: Susana Corella |

### Grupo B
| Pos. | Equipo    | Pts. | PJ | G | E | P | GF | GC | Dif. | Clasificación                               |
| ---- | --------- | ---- | -- | - | - | - | -- | -- | ---- | ------------------------------------------- |
| 1    | Ucrania   | 12   | 4  | 4 | 0 | 0 | 11 | 1  | +10  | Clasificado a la final                      |
| 2    | Italia    | 8    | 4  | 2 | 1 | 1 | 7  | 9  | −2   | Clasificado al partido por el tercer puesto |
| 3    | Japón     | 6    | 4  | 2 | 0 | 2 | 9  | 7  | +2   | Clasificado al partido por el quinto puesto |
| 4    | Panamá    | 4    | 4  | 1 | 1 | 2 | 6  | 5  | +1   | Clasificado al partido por el 7mo puesto    |
| 5    | Indonesia | 0    | 4  | 0 | 0 | 4 | 1  | 12 | −11  | Clasificado al partido por el 9no puesto    |

 Fuente: Maurice Revello Tournament
| 4 de junio de 2024 | Italia                                     | 4:3     | Japón                 | Stade Jules-Ladoumègue, Vitrolles |                         |
| 15:00 CEST         | Fini 10' · Fabbian 21' · Raimondo 59', 70' | Reporte | Shiogai 45', 62', 85' | Árbitra: Susana Corella           | Árbitra: Susana Corella |

| 4 de junio de 2024 | Indonesia | 0:3     | Ucrania                                  | Stade Jules-Ladoumègue, Vitrolles |                          |
| 18:00 CEST         |           | Reporte | Synchuk 9' · Mykhaylenko 30' · Fedor 59' | Árbitra: Akhona Makalima          | Árbitra: Akhona Makalima |

| 6 de junio de 2024 | Ucrania                                              | 4:0     | Italia | Stade de Lattre-de-Tassigny, Aubagne |                               |
| 15:00 CEST         | Khlan 31' · Martynyuk 53' · Sikan 63' · Voloshyn 71' | Reporte |        | Árbitra: Antsino Twanyanyukwa        | Árbitra: Antsino Twanyanyukwa |

| 6 de junio de 2024 | Indonesia | 0:4     | Panamá                                    | Stade de Lattre-de-Tassigny, Aubagne |                             |
| 18:00 CEST         |           | Reporte | Orelien 21', 57', 68' (pen.) · Pinzón 88' | Árbitra: Iuliana Demetrescu          | Árbitra: Iuliana Demetrescu |

| 8 de junio de 2024 | Japón                                         | 4:1     | Indonesia  | Stade Parsemain, Fos-sur-mer |                          |
| 14:00 CEST         | S. Kanda 7', 47' · Sato 66' · Michiwaki 90+4' | Reporte | Hinoke 70' | Árbitra: Myriam Marcotte     | Árbitra: Myriam Marcotte |

| 8 de junio de 2024 | Ucrania                      | 2:0     | Panamá | Stade Parsemain, Fos-sur-mer  |                               |
| 17:30 CEST         | Voloshyn 62' · Yarmolyuk 66' | Reporte |        | Árbitra: Veronika Bernatskaia | Árbitra: Veronika Bernatskaia |

| 10 de junio de 2024 | Ucrania          | 2:1     | Japón       | Stade de Lattre-de-Tassigny, Aubagne |                           |
| 14:30 CEST          | Veleten 42', 55' | Reporte | Shiogai 81' | Árbitra: Milagros Arruela            | Árbitra: Milagros Arruela |

| 10 de junio de 2024 | Italia                          | 2:2 (4:1 p.)               | Panamá                      | Stade de Lattre-de-Tassigny, Aubagne |                    |
| 18:15 CEST          | Ndour 40', 90+6'                | Reporte                    | Phillips 23' · Alvarado 26' | Árbitra: Lê Thị Ly                   | Árbitra: Lê Thị Ly |
|                     |                                 | Tiros desde el punto penal |                             |                                      |                    |
|                     | Volpato · Cerri · Hasa · Tongya |                            | Tello · Orelien · Matos     |                                      |                    |

| 12 de junio de 2024 | Japón          | 1:0     | Panamá | Stade d'Honneur Marcel Roustan, Salon-de-Provence |                          |
| 14:30 CEST          | S. Kanda 90+3' | Reporte |        | Árbitra: Akhona Makalima                          | Árbitra: Akhona Makalima |

| 12 de junio de 2024 | Italia       | 1:0     | Indonesia | Stade d'Honneur Marcel Roustan, Salon-de-Provence |                          |
| 18:15 CEST          | Raimondo 38' | Reporte |           | Árbitra: Odette Hamilton                          | Árbitra: Odette Hamilton |

## Fase final

### Noveno puesto
| 14 de junio de 2024 | Corea del Sur           | 2:1     | Indonesia      | Stade René Gimet, Saint-Chamas |                          |
| 14:00 CEST          | Jung Seung-bae 48', 59' | Reporte | Firmansyah 78' | Árbitra: Akhona Makalima       | Árbitra: Akhona Makalima |

### Séptimo puesto
| 14 de junio de 2024 | Arabia Saudita                                          | 1:1 (3:4 p.)               | Panamá                                           | Stade René Gimet, Saint-Chamas |                             |
| 18:00 CEST          | Al-Nemer 77'                                            | Reporte                    | Alvarado 8'                                      | Árbitra: Iuliana Demetrescu    | Árbitra: Iuliana Demetrescu |
|                     |                                                         | Tiros desde el punto penal |                                                  |                                |                             |
|                     | Al-Julaydan · Al-Zubaidi · Barnawi · Al-Zaid · Al-Jaber |                            | Orelien · Phillips · Murillo · Herrera · Perdomo |                                |                             |

### Quinto puesto
| 14 de junio de 2024 | México     | 1:3     | Japón                                    | Stade d'Honneur, Mallemort |                         |
| 17:00 CEST          | Árciga 84' | Reporte | S. Kanda 21' · Shiogai 66' · Ishii 90+7' | Árbitra: Susana Corella    | Árbitra: Susana Corella |

### Tercer puesto
| 16 de junio de 2024 | Italia    | 1:0     | Francia | Stade d'Honneur Marcel Roustan, Salon-de-Provence |                    |
| 14:30 CEST          | Cerri 89' | Reporte |         | Árbitra: Lê Thị Ly                                | Árbitra: Lê Thị Ly |

### Final
| 16 de junio de 2024 | Ucrania                                                         | 2:2 (5:4 p.)               | Costa de Marfil                                                 | Stade d'Honneur Marcel Roustan, Salon-de-Provence |                          |
| 18:15 CEST          | Shostak 7' · Khlan 31'                                          | Reporte                    | Ouotro 45+3', 59'                                               | Árbitra: Myriam Marcotte                          | Árbitra: Myriam Marcotte |
|                     |                                                                 | Tiros desde el punto penal |                                                                 |                                                   |                          |
|                     | Khlan · Siheyev · Kucheriavyi · Krasnopir · Yarmolyuk · Batahov |                            | A. Konaté · G. Bamba · O. Kouassi · O. Konaté · Agnikoi · Zogbé |                                                   |                          |

|                             |
| Bandera de Ucrania          |
| Campeón Ucrania 1.er título |